# Pseudolmedia laevis
Pseudolmedia laevis är en mullbärsväxtart som först beskrevs av Hipólito Ruiz López och Pav., och fick sitt nu gällande namn av Macbride. Pseudolmedia laevis ingår i släktet Pseudolmedia och familjen mullbärsväxter. Inga underarter finns listade i Catalogue of Life.